# Gabaston
Gabaston é uma comuna francesa na região administrativa da Nova Aquitânia, no departamento dos Pirenéus Atlânticos. Estende-se por uma área de 12,81 km². Em 2010 a comuna tinha 677 habitantes (densidade: 52,8 hab./km²).